# Lorenzo Amati (politico)
Lorenzo Amati (Terni, 13 maggio 1893 – Terni, 1971) è stato un politico italiano, Podestà di Terni dal 1928 al 1929.

## Biografia
Proveniente dalla media borghesia cittadina, Lorenzo Amati nacque a Terni da Tranquillo Amati e Rosa Pezzarelli. Partecipò al primo conflitto mondiale, rimase invalido e fu decorato al valore militare. Dopo un periodo in prima linea fu assegnato a un reparto di seconda; ottenne di ritornare in prima linea e per questo ebbe un encomio solenne dal comandante dell'Armata. Terminò il servizio di ufficiale di complemento con il grado di colonnello. Praticò con successo la professione di avvocato per cinquanta anni. Insieme al fratello Luigi fu tra i fondatori del fascio ternano. Fu iscritto al Partito Nazionale Fascista dal 24 maggio 1921. Alla costituzione della milizia volontaria per la sicurezza nazionale fu nominato console-colonnello comandante della legione 104 in Umbria. 
Durante la crisi nella classe dirigente fascista nel 1928 e lo scontro con la dirigenza della Terni da parte del podestà Elia Rossi Passavanti, il prefetto di Terni Giovanni Battista Marziali, dopo un breve intermezzo commissariale, lo indicò a succedere a Rossi Passavanti e lo pose inoltre alla guida della Federazione provinciale del Partito Nazionale Fascista. L'avvocato Amati fu l'espressione del fascismo locale più incline ad assecondare le esigenze della grande industria. Conservò la carica di podestà fino al 1929 e quella di Segretario Federale fino al 1930. Dopo una nuova lunga parentesi commissariale, Amati fu sostituito nella carica di podestà da Almo Pianetti. Fu inoltre presidente della Congregazione di Carità, opera pia attiva a Terni fino alla prima metà del Novecento. Fu nominato commendatore della Corona d'Italia e cavaliere dell'Ordine Sabaudo dei SS. Maurizio e Lazzaro. In ambito locale Amati ricoprì vari incarichi, tra cui quello di vicepresidente del Consiglio provinciale dell'economia corporativa. Partecipò inoltre alla guerra d'Etiopia e alla seconda guerra mondiale come volontario combattendo sul fronte libico. Fu rettore, carica equivalente a quella di assessore comunale, della Provincia di Terni dal 1936 al 1943.
Fu uomo di vasta cultura umanistica; al termine degli studi liceali presso il Liceo ginnasio Torquato Tasso di Roma gli fu consegnato il Diploma di Maturità Classica, esonerato dagli esami, per chiara fama. 
Dopo la guerra fu attivo nelle iniziative culturali partecipando alle attività dell'Istituto per la storia del Risorgimento italiano e fu nominato presidente dell'Associazione nazionale combattenti e reduci.